# غاري أندرسون (رياضي)
غاري أندرسون (بالإنجليزية: Gary Anderson)‏ (و. 1970  م) هو رياضي، ولاعب دارت بريطاني.

## روابط خارجية
- غاري أندرسون على موقع DartsDatabase.co.uk (الإنجليزية)